# Бријуд
Бријуд (фр. Brioude) је насељено место у Француској у региону Оверња, у департману Горња Лоара.
По подацима из 2011. године у општини је живело 6637 становника, а густина насељености је износила 490,9 становника/km².

## Демографија
| 1962. | 1968. | 1975. | 1982. | 1990. | 2011. |
| ----- | ----- | ----- | ----- | ----- | ----- |
| 6.184 | 7.195 | 7.773 | 7.483 | 7.285 | 6.637 |